# QuickTime
QuickTime [ˈkwɪkˌtaɪm] ist eine Multimedia-Softwarearchitektur des US-amerikanischen Unternehmens Apple. Sie steht für das Betriebssystem macOS zur Verfügung und besteht im Kern aus drei Elementen: dem Framework, dem API und dem Dateiformat. Basisanwendungen, die auf diese Architektur aufbauen, sind zum Beispiel der QuickTime Player, der QuickTime Broadcaster oder der QuickTime Streaming Server desselben Unternehmens.
QuickTime wird vom Verständnis her irrtümlicherweise zumeist auf den QuickTime Player reduziert. Jedoch arbeitet es als zugrundeliegende Softwarearchitektur in zahlreichen Applikationen wie zum Beispiel Adobe Premiere, Apple Logic, Optibase Media 100, iTunes, Final Cut Pro oder in den Videoschnittprogrammen des US-amerikanischen Herstellers Avid Technology.
Mit Mac OS X Lion wurde das zugrunde liegende Framework, QTKit, zugunsten von AV Foundation ausgetauscht und ab macOS 10.15 aus dem Betriebssystem gänzlich entfernt.
Die Entwicklung der Version für Windows wurde 2016 eingestellt.

## Funktionen
Die QuickTime-Architektur ermöglicht es, einen kompletten Produktionsprozess (Capturing & Import, Synchronisation, Compositing & Effekte, Kompression & Export, Auslieferung und Wiedergabe) vom Anfang bis zum Ende auf einer einzigen Medienplattform durchzuführen. Dazu verfügt QuickTime über ein umfangreiches Repertoire an Manipulations- und Interaktionsmöglichkeiten mit einer Vielzahl unterschiedlichster Medientypen (Audio, Video, Animation, Text, Grafik, 3D, VR, SMIL, Hyperlinks, Streams, Skins, uvm. und bis Version 6.5 auch MIDI-Bearbeitung). Damit ist QuickTime in der Lage, im Hintergrund Programme auszuführen oder Webseiten zu öffnen.
QuickTime eignet sich auch als Umgebung für die Verarbeitung und Wiedergabe von MPEG-4-Dateien und -Inhalten, da dieser ISO-Standard in QuickTime integriert wurde, aber auch Teile von QuickTime (wie z. B. das Dateiformat) in den MPEG-4-Standard übernommen wurden. Zudem existieren diverse Techniken (SMIL, HTML, Java, JavaScript etc.), mit denen ein QuickTime-Film mit (interaktiver) Steuerung ausgestattet werden kann.
QuickTime ist geeignet, Video- und Audiodateien über Webseiten zu verbreiten, da es über Komprimierungs- und Streaming-Eigenschaften verfügt. Für das Streaming gibt es den QuickTime Streaming Server und die kostenlose Open-Source-Variante Darwin Streaming Server für Windows, Linux und Solaris. Beide Streaming-Server unterstützen sowohl QuickTime- als auch MPEG-4-Inhalte.
Das QuickTime-Framework kann neben dem QuickTime-Videoformat diverse andere Mediendateien wie z. B. (AVI, FLC, DV, MPEG, MP3 u. v. m.) verarbeiten und ist durch sein PlugIn-System um beliebige Medienarten und -Dateien (z. B. auch WMV, WMA, Ogg etc.) erweiterbar. QuickTime kann auch sogenannte QuickTime-VR-Panoramen darstellen. Das ist eine von Apple entwickelte Technik, die es ermöglicht, einen dreidimensionalen Raum zu simulieren und zu verknüpfen.
Derzeit gibt es QuickTime für Windows nicht in einer 64-Bit-Version. Die vorhandene 32-Bit-Version lässt sich zwar auf 64-Bit-Versionen von Windows installieren, kann aber dort nicht von 64-Bit-Applikationen verwendet werden, da 64-Bit-Programme durchgängig mit 64-Bit arbeiten und somit keine 32-Bit-QuickTime-DLL aufrufen können. Professionelle 64-Bit-Programme, wie z. B. 3ds Max, Softimage XSI und Maya, müssen aktuell auf QuickTime-Import und -Export unter 64-Bit-Windows verzichten. Bis v2.1.2 lief QuickTime unter Windows 3.11 / NT 3.51. Die letzte unter Windows 98/Me lauffähige Version ist 6.5.2, Windows 2000 wird bis v7.1.6 unterstützt.
Mit QuickTime X, das Apple auf der WWDC 2009 vorgestellte und mit Mac OS X Snow Leopard am 28. August 2009 veröffentlichte, wurde das Interface des Players stark verändert und dem Betriebssystem angepasst. Außerdem wurde die Unterstützung von moderneren Codecs verbessert. Integriert wurde nun auch ein direkter Export nach YouTube und MobileMe sowie eine Bildschirmaufnahmefunktion. Es gibt nun keine Pro-Version mehr, trotzdem kann man die aktuelle Version von Quicktime 7 Pro zusätzlich installieren.

## Containerformat
Das Containerformat der Multimedia-Architektur QuickTime von Apple trägt üblicherweise die Dateiendung .mov oder .qt. Ebenfalls gebräuchlich – in Abhängigkeit von den Funktionen – sind noch die Endungen .qtvr, .qti und .qtif. Die Speicherung erfolgt in sowohl sequenziell als auch hierarchisch organisierten Dateneinheiten, den sogenannten Atomen. Es kann daher neben chronologischen Informationen und Spurdaten auch strukturelle und hierarchische Informationen und Zusammenhänge speichern. Durch einen speziellen Synchronisations-Layer eignet es sich zudem für das Streaming.
In der professionellen Film- und Postproduktion ist es aufgrund oben genannter Eigenschaften das übliche Format für den Austausch von Mediendaten (Video, Audio, Untertitel, Timecodes, Kapitelmarken u. a.).
Es dient auch als Basis für das ISO-standardisierte MPEG-4-Dateiformat MP4.

## Geschichte
QuickTime 1.0 wurde am 25. Juni 1990 veröffentlicht, anfangs nur für die Macintosh-Plattform. Die neue Architektur bildete für Apple die Grundlage weiterer Multimediaanwendungen. In einer Größe von 156 × 116 Pixel konnten digitale Videos ohne zusätzliche externe Hardware abgespielt werden. Die Bildrate betrug damals ungefähr 10 Bilder pro Sekunde. Das galt als erheblicher Fortschritt, zumal damals viele Apple-Anwender noch mit monochromen Bildschirmen arbeiteten.
Mittels QuickTime konnten auf der damals sich verbreitenden CD-ROM auch multimediale und plattformübergreifende Videoinhalte veröffentlicht werden.
Bis zur dritten Version wurde QuickTime auch für IRIX (SGI) und Solaris (Sun Microsystems) entwickelt, danach jedoch eingestellt. Seither wurde von Mitgliedern der Open-Source-Gemeinschaft verschiedene Versuche (QuickTime 4 Linux, OpenQuicktime, OpenQTJ etc.) unternommen, das QuickTime-Framework auch auf Linux zu portieren.
Die Internationale Organisation für Normung entschied sich 1998, im Rahmen ihrer Suche nach einem flexiblen und offenen Dateiformat als Basis für das Dateiformat von MPEG-4, für das QuickTime-Format.
iTunes bis Version 10.4 nutzt unter Windows QuickTime, so dass dessen Verbreitung anstieg. Unter macOS ist QuickTime Bestandteil des Betriebssystems.
Evolution des QuickTime-Logos

Logo der Version 1
Logo der Versionen 2–3
Logo der Version 4
Aktuelles Logo der Version 10 für Mac OS X

## Unterstützte Formate und Codecs
Da QuickTime nahezu beliebig erweiterbar ist, werden grundsätzlich alle Dateiformate unterstützt. Es müssen nur die jeweils nötigen Komponenten in dieses Framework eingebunden sein. Standardmäßig werden folgende mit diesem geliefert:
| Videocodecs | Videodateiformate | Audiocodecs | Audiodateiformate                               | Grafikformate                                                                 |
| --- | --- | --- | ----------------------------------------------- | ----------------------------------------------------------------------------- |
| - Animation - Apple BMP - Apple Pixlet Video - Apple ProRes 422 - Avid DNxHD - Avid DNxHR - 8-Bit Uncompressed 4:2:2 - 10-Bit Uncompressed 4:2:2 - Cinepak - Component Video - DV, DVC - DV NTSC und PAL - DVCPRO HD 720p60 - DVCPRO HD 1080i60 - DVCPRO NTSC und PAL - DVCPRO50 NTSC - DVCPRO50 PAL - Graphics - H.261 - H.262 (PlugIn) - H.263 - H.264 (= MP4/AVC; MP4/Part 10; ITU H.26L) - H.265/HEVC (seit macOS 10.13) - JPEG 2000 - Microsoft OLE - Microsoft Video 1 - Motion JPEG A und B - MPEG-4 (Xvid) - Photo JPEG - Planar RGB - Sorenson Video - Sorenson Video 2 - Sorenson Video 3 - TGA - TIFF - Video - WMV (PlugIn) | - AutoDesk FLC - ISO MPEG-1 - ISO MPEG-2 (PlugIn) - ISO MPEG-4 - Kaydara FBX (PlugIn) - Microsoft AVI - Microsoft WMV (PlugIn) - Motion Data AMC - On2 VP3 (PlugIn) - Panasonic DVCPro - QuickTime Movie (MOV) - Shockwave Flash - Sony DVCAM - Sony VDU - Streambox ACT (PlugIn) | - 24-Bit Integer - 32-Bit Integer - 32-Bit Floating Point - 64-Bit Floating Point - A-law 2:1 - AAC - Apple Lossless - AIFF / Wave - Apple AU - FLAC (seit macOS 10.13) - IMAC 4:1 - MACE 3:1, 6:1 - MP3 - MS ADPCM - QDesign Music 2 - Qualcomm PureVoice | - AAC - AU - AIFF - GSM - MP3 - WAV - SF2 - QTX | - BMP - GIF - JPEG 2000 - JPEG - Photoshop Document - PICS - PICT - PLS - PNG |

## QuickTime als professionelle Produktionsplattform
QuickTime dient unter Mac OS X als systemweite Plattform für die Multimediaproduktion. Besonders deutlich wird das bei den Programmen AVID Media Composer, Final Cut Pro, DVD Studio Pro und Apple Motion, die alle auf QuickTime basieren. Auch Multimedia-Autorensysteme und Audio-/Videoprogramme (Mac und Windows) verwenden teilweise (wie z. B. Adobe Director, Adobe GoLive, Premiere, AfterEffects) oder ausschließlich (wie Tribeworks iShell, LiveStage Pro) die QuickTime-Technologie.

## QuickTime Pro
QuickTime Pro war eine kostenpflichtige Erweiterung von Apple, welche den QuickTime-Player mit Aufzeichnungs- und erweiterten Editier-, Ausgabe- und Wiedergabefunktionen versieht. In der neuesten Version, QuickTime X, gibt es nur noch eine kostenlose Version mit weit weniger Auswahlmöglichkeit an exportierbaren Dateiformaten. Das ältere QuickTime 7 und das Pro-Upgrade ist zwar weiterhin nutzbar, mit macOS Catalina (2019, 10.15) jedoch nicht mehr kompatibel.